# قمبريط صيني
قمبريط صيني (الاسم العلمي:Combretum chinense) هو نوع من النباتات يتبع جنس القمبريط من الفصيلة القمبريطية.